# Тимрот, Александр Дмитриевич
Алекса́ндр Дми́триевич Ти́мрот (30 сентября 1915, Ярославль, Российская империя — 16 сентября 2005, Москва, Российская Федерация) — советский и российский литературовед, исследователь творчества А. С. Грибоедова, Н. В. Гоголя, М. М. Пришвина, И. С. Тургенева, Л. Н. Толстого. Директор Государственного музея Л. Н. Толстого в Ясной Поляне (1946—1961), директор Государственного Литературного музея (1961—1971), заместитель директора по науке Института культуры (1971—1985).

## Биография
Родился 30 сентября 1915 года в Ярославле.
Окончил начальную школу в Торопове, а начиная с пятого класса учился в школе в Данилове. После окончания школы поступил в техникум села Вятское. Поступил на факультет языка и литературы Ярославского государственного педагогического института, которое успел окончить перед началом Великой Отечественной войны. Военную службу, по собственным словам, проходил «в основном в разведке», а в конце войны стал начальником штаба и дошёл до самого Берлина.
После окончания войны был направлен отделом культуры сектора по РСФСР ЦК ВКП(б) в Ясную Поляну для восстановления музея Л. Н. Толстого, где познакомился с внучкой писателя Софьей Андреевной Толстой-Есениной, которая, несмотря на большую разницу в возрасте, в 1947 году стала его женой. Несмотря на то, что, по словам Тимрота, «всё складывалось очень хорошо, особенно в первые годы» расстались в 1954 году, поскольку Тимрот решил, что настояло время, когда он ощутил, что его «жизнь тоже имеет право на самостоятельное существование», и поэтому «стал осторожно, не грубо, отходить от Софьи Андреевны».
В 1946—1961 годах — директор музея Л. Н. Толстого в Ясной Поляне.
В 1961—1971 годах — директор Государственного Литературного музея.
В 1971—1985 годах — заместитель директора по науке Института культуры.
Скончался 16 сентября 2005 года на 90-м году жизни. Похоронен на Хованском кладбище.

## Семья
- Прадед — Александр Иванович Тимрот.[10][11]
- Дед — Георг (Егор) Александрович Тимрот.[10][11] Бабушка — Софья Павловна Кругликова.
- Отец — Дмитрий Егорович Тимрот.[10][11] Мать — Наталья Михайловна Тимрот (ур. Смирнова).[12] Тётка (сестра матери) — Любовь Михайловна.
- Старший брат — Дмитрий[12] (род. 1905), средний — Георгий[12] (род. 1914).
- Сестра — Софья (род. 1911).[12]
- Первая жена (1947—1954) — Софья Андреевна Толстая-Есенина (1900—1957). Детей в этом браке не было.
- Вторая жена — Татьяна Сергеевна Бортник.
- Сыновья от второго брака — Владимир, юрист, живёт с семьёй в Америке; — Дмитрий (род. 1956, ныне епископ Амвросий).

## Научные труды

### Книги
- Тимрот А. Д. Герои и образы романа „Война и мир“ / Музей-усадьба „Ясная Поляна“. — Тула: Приокское книжное издательство, 1956. — 102 с.
- Тимрот А. Д. Герои и образы романа „Война и мир“ / Музей-усадьба „Ясная Поляна“. — 2-е изд., испр. и доп. — Тула: Приокское книжное издательство, 1961. — 123 с.
- Тимрот А. Д. Пришвин в Московском крае. — М.: Московский рабочий, 1963. — 136 с.
- Тимрот А. Д. Пришвин в Московском крае. — М.: Московский рабочий, 1973. — 192 с. — 50 000 экз.
- Тимрот А. Д. Бунт сердца и ума: Московские годы жизни А. С. Грибоедова. — М.: Московский рабочий, 1965. — 240 с. — 30 000 экз.
- Тимрот А. Д. Герои и образы романа „Война и мир“. — 3-е изд., испр. и доп. — Тула: Приокское книжное издательство, 1966. — 114 с. — 50 000 экз.
- Тимрот А. Д. Тургеневские встречи: Страницы московской жизни И. С. Тургенева. — М.: Московский рабочий, 1970. — 199 с. — 65 000 экз.
- Тимрот А. Д. В мятежные годы: Грибоедов в кругу декабристов. — М.: Московский рабочий, 1976. — 351 с. — 40 000 экз.
- Тимрот А. Д. Чудаки: невероятная действительность или действительная невероятность : ни о Народе, ни о Времени. — Калуга: Эйдос, 2004. — 648 с. — ISBN 5-93810-058-5.
- Тимрот А. Д. Горькая соль земли: (эпизоды войны): 1941-1945. — Калуга: Эйдос, 2005. — 514 с. — ISBN 5-902948-05-3.

### Статьи
- Тимрот А. Д. Николай Васильевич Гоголь (1809–1852) // Русские писатели в Москве: Сборник / Сост. Л. П. Быковцева. — 3-е изд., доп. и перераб.. — М.: Московский рабочий, 1987. — 864 с.

### Научная редакция
- Проблемы совершенствования экспозиций по истории советского общества / Науч. ред. А. Д. Тимрот ; М-во культуры РСФСР. Науч.-исслед. ин-т культуры. Музей и современность. — М., 1975. — 295 с.
- Музей и современность / Науч. ред. А. Тимрот. — 1976. — (Труды.../ М-во культуры РСФСР. Науч.-исслед. ин-т культуры).
- Искусство музейной экспозиции: Соврем. тенденции архит.-худож. решений / Отв. ред. А. Д. Тимрот. — НИИК, 1982. — 120 с. — (Сб. науч. тр. : // НИИ культуры. № 112).
- Музееведение. Искусство музейной экспозиции и техническое оснащение музеев / Науч. ред. А. Д. Тимрот. — НИИК. — 134 с. — (Сб. науч. тр. / НИИ культуры; № 139).